# Лаура Чинчилья
Лаура Чинчилья Міранда (ісп. Laura Chinchilla Miranda; нар. 28 березня 1959) — костариканська політична діячка, сорок третій президент Коста-Рики, перша в історії Коста-Рики жінка-президент та п'ята — у Латинській Америці.

## Кар'єра
З початку 1990-их Чинчилья почала свою політичну кар'єру консультанткою у різних міжнародних юридичних організаціях в області інституційних реформ, приділяючи особливу увагу області судового права, а також реформі сектора державної безпеки. У цей час брала участь у різних міжнародних програмах, у тому числі і програмах ООН. Одним з найважливіших напрямів її діяльності стала реформування поліції у країнах Латинської Америки загалом і у Коста-Риці зокрема. Має ряд різних публікацій, у тому числі і монографій із судового права, громадської безпеки та реформі поліції.
У період з 1994 по 1996 рік перебувала на посаді заступниці міністра громадської безпеки, з 1996 року по 1998 на посту міністерки громадської безпеки.

## Президентство
Лаура Чинчилья перемогла на президентських виборах 7 лютого 2010 року. Чинчилья стала кандидаткою від правлячої Партії Національного Визволення Коста-Рики. За попередньої адміністрації Оскара Аріаса Чинчилья займала пости однієї з двох віцепрезидентів, також була міністеркою юстиції.
Однією з перших ініціатив Чинчильї на посаді президента стала пропозиція про введення для жінок трьох вихідних днів на тиждень замість двох. Чинчилья офіційно вступила на посаду 8 травня.